# 太田 (厚岸町)
太田（おおた）は、北海道厚岸郡厚岸町にある地名。郵便番号は088-1131。本項では関連する太田1の通りから太田9の通り（郵便番号088-1141から088-1149）、太田北（おおたきた、郵便番号088-1135）太田西（おおたにし、郵便番号088-1134）太田東（おおたひがし、郵便番号088-1132）、太田南（おおたみなみ、郵便番号088-1130）、太田宏陽（おおたこうよう、郵便番号088-1133）および隣接する乙幌（おっぽろ、郵便番号088-0873）についても記載する。

## 地理
旧太田村の中心部に位置する。

## 歴史
屯田兵の移住までは当地はまったくの未開地であり、周辺のアイヌですら往来が稀であった。1871年（明治4年）に佐賀藩から農民5戸が移り住み農耕を試みたが3年で離散、1884年（明治17年）には太田紋助がアイヌの人々と共に厚岸から通い、開墾を行ったが後に放棄されていた。当時北海道各地には屯田兵村が設置されていたため太田紋助は当地がふさわしいとして上申、太田に屯田兵村が設置された。最後の士族屯田村であった。
しかし1897年（明治30年）に屯田兵が予備役に編入されると屯田兵としての給与が廃止された上に農耕に適さない気候であったことから生活に困窮し転出する者が続出した。また日露戦争では太田村の屯田兵184人が応召し、うち38人が戦死した。
野桑が多かったことから養蚕も試みられたが、気候の変化によって死蚕が増加したため飼育者は減少した。そのため当地では畜産への転換が行われ、1921年（大正10年）には集乳所が設けられている。
太田屯田兵屋が北海道指定の有形文化財、桑並木、赤松が厚岸町指定の天然記念物となっている。また、太田屯田開拓記念館内に展示されている太田屯田兵遺品や複製と現代語訳が展示されている太田西野家行のう帳も厚岸町の有形文化財に指定されている。

### 地名の由来
土地案内人の太田紋助に由来する。

### 沿革
- 1890年（明治23年）3月29日 - 屯田兵440戸と商人80戸の計520戸2800人が太田に入植し、太田村が開村[18][27]。
- 1955年（昭和30年）4月1日 - 太田村の南半分が厚岸町に編入合併したことで厚岸町の一部となる[27]。
- 2004年（平成16年）11月15日 - 厚岸町字名改正事業に伴い、太田東、太田南、太田宏陽の範囲が変更され、大字太田村の一部をもって乙幌が成立する[28][29]。

## 世帯数と人口
2023年（令和5年）3月31日現在の世帯数と人口は以下のとおりである。
| 地区名 | 世帯数  | 人口  |
| ------ | ------- | ----- |
| 太田   | 151世帯 | 307人 |

## 小・中学校の学区
町立小・中学校に通う場合、学区は以下の通りとなる。
|                                                                                | 小学校             | 中学校             |
| ------------------------------------------------------------------------------ | ------------------ | ------------------ |
| 下記を除く                                                                     | 厚岸町立太田小学校 | 厚岸町立太田中学校 |
| 太田西（71から80番および109番から113番）太田宏陽（17番、21番以北を除く）、乙幌 | 厚岸町立真龍小学校 | 厚岸町立真龍中学校 |

## 交通
- 国道44号（太田東）
- 北海道道14号厚岸標茶線
- 北海道道813号上風連大別線（太田北）
- 北海道道1128号厚岸昆布森線

## 施設
- 厚岸町立太田小学校
- 厚岸町立太田中学校
- 厚岸町 太田屯田開拓記念館